# PA Consulting Group
Vous pouvez aider à l'améliorer ou bien discuter des problèmes sur sa page de discussion.
- Il ne s’appuie pas, ou pas assez, sur des sources secondaires ou tertiaires. (Marqué depuis décembre 2020)
- Son ton est trop promotionnel ou publicitaire, voire hagiographique. Le texte doit adopter un ton neutre et encyclopédique. (Marqué depuis décembre 2020)

- Archive Wikiwix
- Bing
- Cairn
- DuckDuckGo
- E. Universalis
- Gallica
- Google
- G. Books
- G. News
- G. Scholar
- Persée
- Qwant
- (zh) Baidu
- (ru) Yandex
- (wd) trouver des œuvres sur Wikidata

PA Consulting Group ((en) Personnel Administration) est une société de conseil spécialisée dans les technologies de l’information et de l’innovation qui opère dans plus de 35 pays à travers le monde.

## Historique
PA Consulting Group est créée en 1943. Historiquement, ses salariés sont les principaux actionnaires de la société.
En 2015, le groupe Carlyle rachète 51% des parts de PA Consulting Group, portant la valorisation de la société à £600 millions,.
En 2018, PA Consulting Group rachète la société de marketing digital Sparkler, puis l'entreprise de design Essential basée à Boston aux États-Unis. Sur l'année 2019, la société enregistre un chiffre d'affaires de £500 millions. La pandémie de Covid-19 au Royaume-Uni provoque une accélération des activités de PA Consulting dans le secteur médical. En juin 2020, PA Consulting Group fait l'acquisition de l'agence digitale Astro Studios basée à San Francisco.
En février 2020, Panos Kakoullis est nommé CEO de PA Consulting Group. En novembre 2020, le groupe Carlyle revend ses parts dans PA Consulting Group à la firme américaine de consultants Jacobs Engineering Group, valorisant au passage PA Consulting Group à £1,8 milliard, soit une valeur triplée en 5 ans.